# Bertha Peak
Bertha Peak är en bergstopp i Kanada.   Den ligger i provinsen Alberta, i den södra delen av landet, 2 900 km väster om huvudstaden Ottawa. Toppen på Bertha Peak är 2 293 meter över havet, eller 12 meter över den omgivande terrängen. Bredden vid basen är 0,15 km.
Terrängen runt Bertha Peak är bergig åt sydost, men åt nordväst är den kuperad. Trakten runt Bertha Peak är nära nog obefolkad, med mindre än två invånare per kvadratkilometer..
I omgivningarna runt Bertha Peak växer i huvudsak barrskog.